# باله‌های غواصی

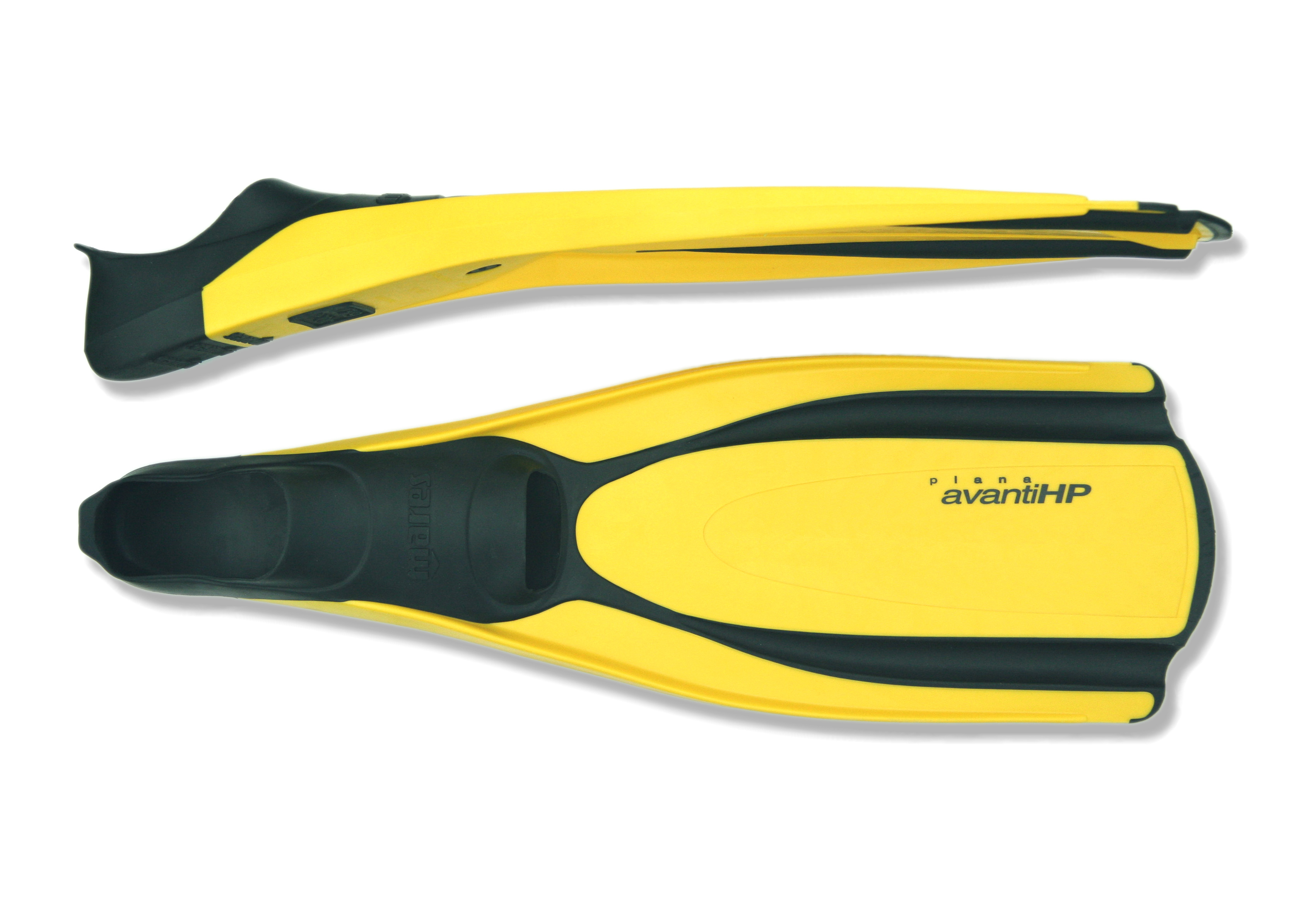
باله‌های غواصی

باله‌های غواصی یا پایار یا فین برای شنای آسان‌تر و سریع تر طراحی شده‌اند. این باله‌ها که ظاهری تیغه‌ای شکل دارند در ورزش‌های آبی مانند شنا، اسکیت روی آب و غواصی کمک می‌کنند. جنس آن‌ها از پلاستیک یا لاستیک است. بنیامین فرانکلین این باله‌ها را از جنس چوب اختراع کرد. طراحی اولیهٔ او ۱۰ اینچ طول و ۶ اینچ عرض داشت.
فین شنا، یا کفش قورباغه ای (Swimfins, swim fins, fins or flippers) وسیله ای کمک آموزشی و تفریحی در فعالیت شنا می‌باشد. از این وسیله جهت بهبود حرکات پا در شناها، اصلاح تکنیک و تقویت عضلات پا استفاده می‌گردد. این وسیله که به‌طور اولیه مورد استفاده غواصان می‌باشد در ورزش شنا نیز به جهت کاربردهای تمرینی و تفریحی مورد استفاده قرار می‌گیرد.
جنس این وسیله از مواد پلاستیکی می‌باشد و پا افزار یا کفش شنا محسوب می‌شود.

## نگارخانه

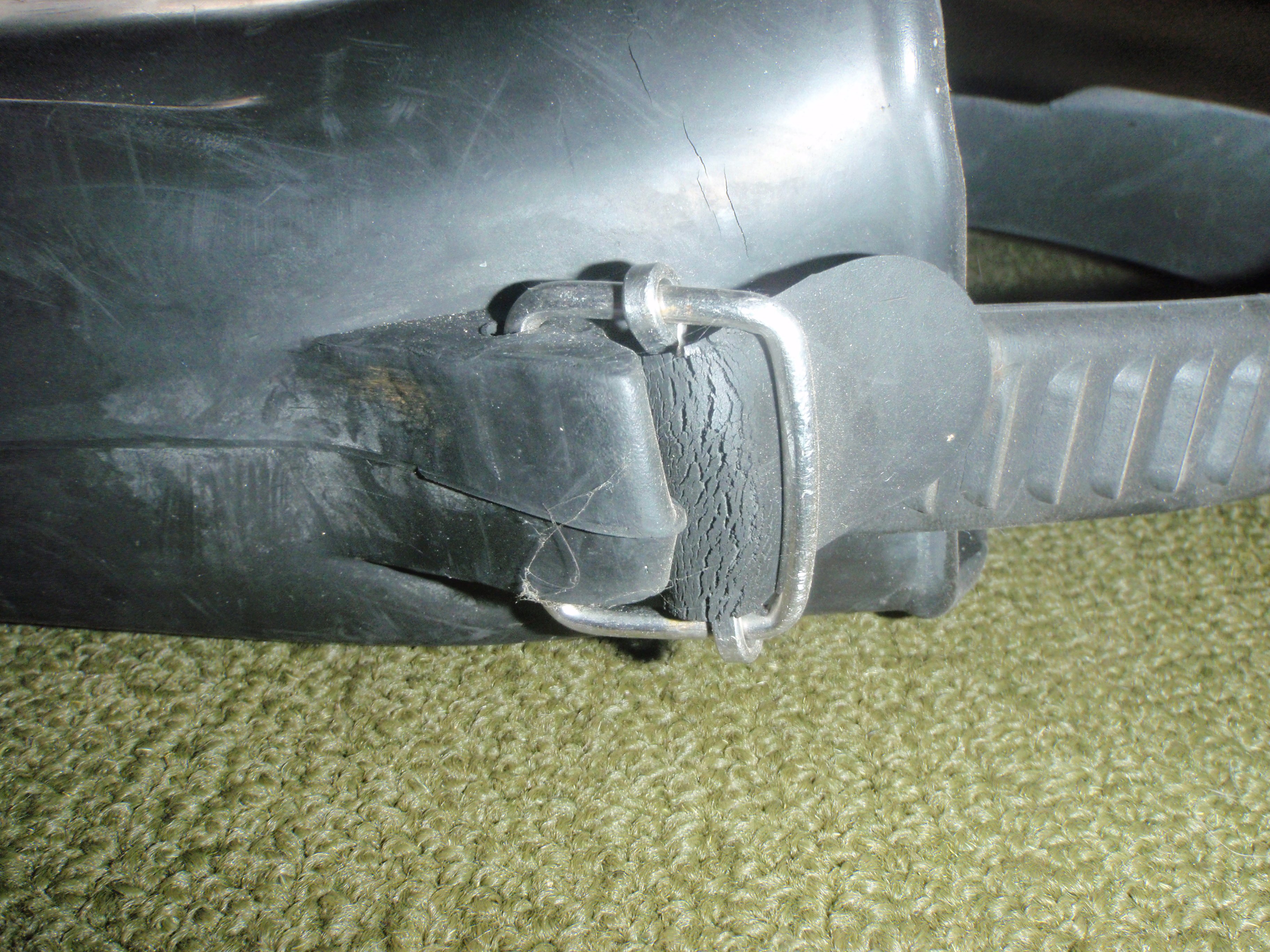
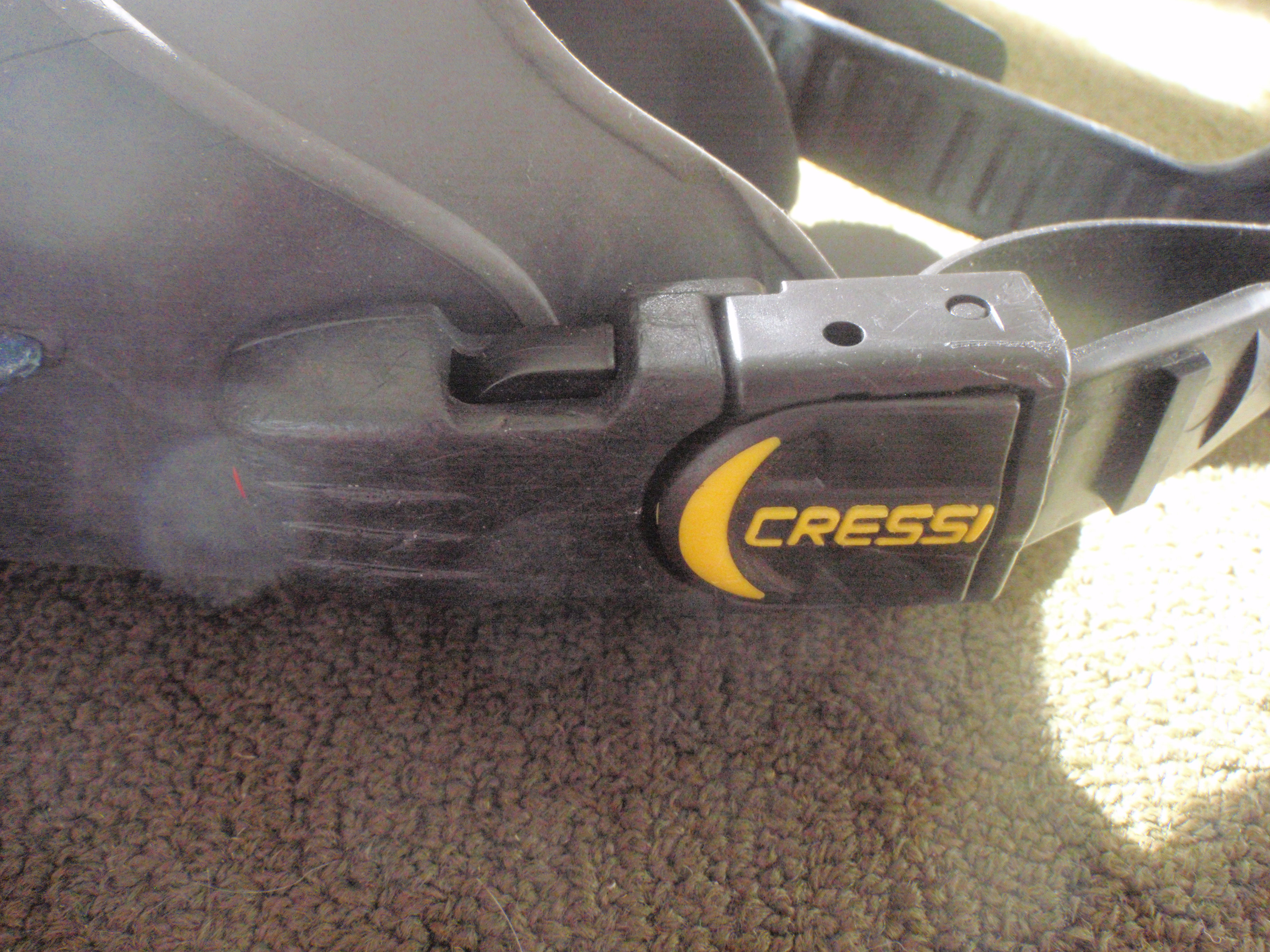
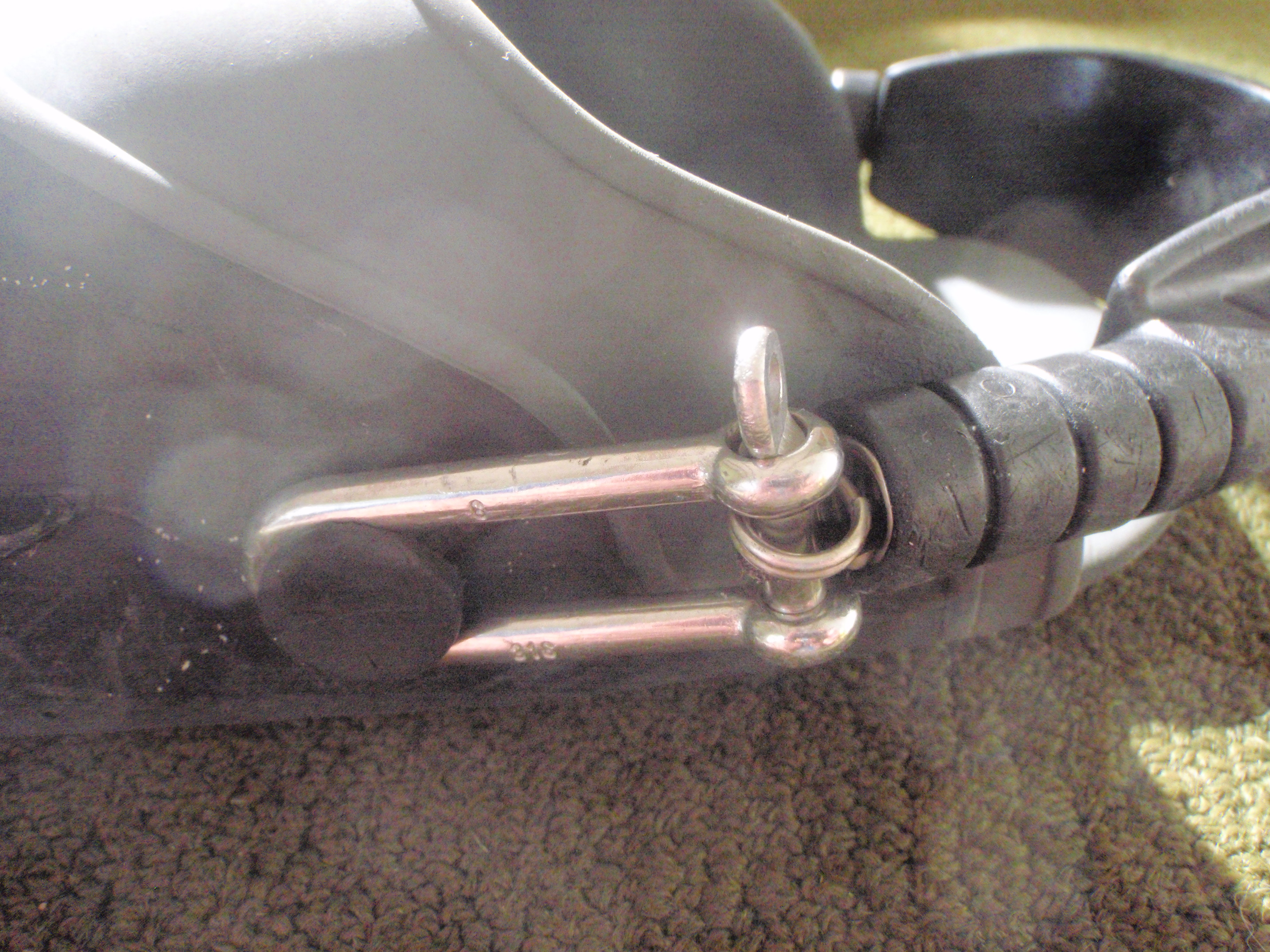
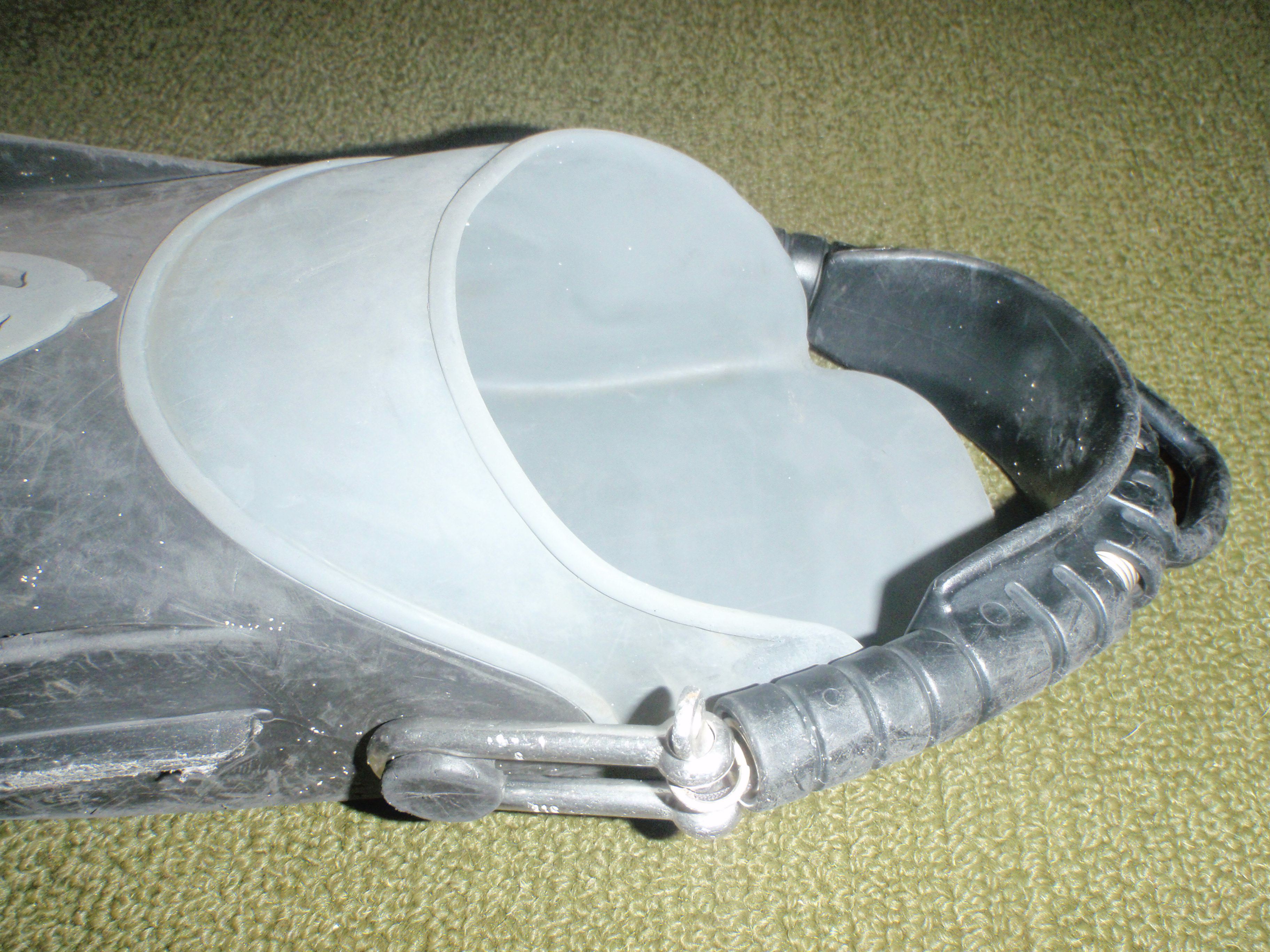